# Blanca de Borgoña y de Francia
Blanca de Borgoña (en francés, Blanche de Bourgogne; 1288-Dijon, julio de 1348) fue condesa consorte de Saboya entre 1323 y 1329.

## Origen
Blanca fue la hija del duque Roberto II de Borgoña e Inés de Francia. Era nieta por línea paterna del duque Hugo IV de Borgoña y de Yolanda de Dreux, y por línea materna del rey Luis IX de Francia y de Margarita de Provenza. Sus hermanos fueron los duques Hugo V y Odón IV de Borgoña, así como Luis, rey titular de Tesalónica, casado con Matilde de Henao, princesa de Acaya; Margarita, casada con Luis X de Francia; y Juana, casada con Felipe VI de Francia.

## Matrimonio y descendencia
Se casó el 18 de octubre de 1307 en el castillo de Montbard con el futuro conde Eduardo de Saboya. De esta unión nació:
- Juana (1310-1344), casada en 1329 con el duque Juan III de Bretaña.

A la muerte de su marido, ocurrida en 1329, Blanca se retiró a la ciudad de Dijon, donde murió el 18 de julio de 1348.